# Jingfloden
Jingfloden eller Jing He (泾河) är en flod i Kina. Det ligger i den centrala delen av landet, 900 km sydväst om huvudstaden Peking. Jingfloden rinner upp i berget Liupan i Ningxia, passerar genom Gansu, vidare till Shaanxi där den ansluter som en biflod till Weifloden.